# ɶ
Ne doit pas être confondu avec la ligature o-e entrelacé, ni avec la marque de vins Oé.
Cette page contient des caractères spéciaux ou non latins. S’ils s’affichent mal (▯, ?, etc.), consultez la page d’aide Unicode.
ɶ, appelé petite capitale e dans l'o, est une lettre additionnelle de l’écriture latine qui est utilisée dans certaines transcriptions phonétiques dont l’alphabet phonétique international et l’alphabet phonétique ouralien.

## Utilisation
Dans l’alphabet phonétique international (API), [ɶ] représente une voyelle ouverte antérieure arrondie.
Le symbole est utilisé pour cette voyelle en 1956 par Daniel Jones, est proposé comme symbole de l’API en 1975 et accepté comme tel en 1975.
Certains auteurs utilisent [ɶ] pour représenter l’archiphonème des voyelles [ø] et [œ] dans la transcription du français,, lorsqu’ils n’utilisent pas la majuscule [Œ].
Dans l’alphabet phonétique ouralien, la petite capitale oe ‹ ɶ › représente une voyelle ouverte antérieure arrondie dévoisée (notée [œ̥] avec l’alphabet phonétique international), la lettre minuscule oe ‹ œ › représentant une voyelle ouverte antérieure arrondie (notée [œ] avec l’alphabet phonétique international) et les petites capitales indiquant le dévoisement.

## Représentations informatiques
La petite capitale e dans l'o peut être représentée avec les caractères Unicode (Alphabet phonétique international) suivants :
| formes    | représentations | chaînes de caractères | points de code | descriptions                             |
| --------- | --------------- | --------------------- | -------------- | ---------------------------------------- |
| minuscule | ɶ               | ɶ                     | U+0276         | lettre latine petite capitale e dans l'o |